# ضريح هييان
ضريح هييان (باليابانية:平安神宮؛ تلفظ: هييان جينغو) هو ضريح شنتوني يقع في منطقة ساكيوكو، محافظة كيوتو في اليابان، يصنف الضريح على أنه «بيبّيو جينجا؛別表神社» أعلى مرتبة حسب "جمعية أضرحة الشنتو [الإنجليزية]
"، كما تم إدراجه كأحد أهم المميزات الثقافية في اليابان.

## التاريخ
من أجل الإحتفال بذكرى مرور 1100 سنة على تأسيس مدينة هييان-كيو (حالياً كيوتو) في عام 1895، تم التخطيط لإنشاء بناء كنسخة طبق الأصل من قصر هييان الموجود في كيوتو لكن ولأن قطعة الأرض التي تم شراءها كانت أصغر من مساحة قصر هييان السابق، تم بناء المبنى الجديد بمقياس 5/8 من حجم المبنى الأصلي وقام بالتصميم المهندس المعماري الإمبراطور كانمو [الإنجليزية]
، وفي العام نفسه كان سيعقد معرض الصناعات في كيوتو (معرض يقام لغرض تطوير القافة اليابانية مع الثقافة الأجنبية) وأتفق على أن يكون المبنى الجديد المستنسخ هو المبنى الأساسي للحدث.
بعد إنتهاء معرض الصناعات، تم تحويل المبنى إلى ضريح لتخليد ذكرى الإمبراطور كانمو [الإنجليزية]
، الإمبراطور الخمسين والذي جعل مدينة هييان-كيو (كيوتو) عاصمة للإمبراطورية وفي عام 1940 أضيف اسم الإمبراطور كوميه إلى الضريح أيضاً.
في عام 1976 تعرض الضريح للإحتراق، وأدى هذا إلى تحطم 9 أبنية منه بضمنها الحرم الرئيسي (هوندين) بالكامل، لكن تمت إعادة بنائهم خلال ثلاث سنوات بالمال المجموع من التبرعات.

## الهندسة المعمارية
التصميم الهندسي للضريح هو نسخة طبق الأصل من القصر الإمبراطوري المسمى «تشودوين» لكن بمقياس 5/8 طولاً، بوابة المدخل الحمراء هي نسخة طبق الأصل من بوابة القصر الإمبراطوري تشودوين التي تسمى «آوتينمون»، تعكس الهندسة المعمارية للقصر الأصلي أسلوب ومميزات القصر الإمبراطوري في كيوتو، وهذا الأسلوب يعود إلى أواخر عصر هييان أي في القرنين الحادي والثاني عشر.
تعتبر التوري الموجودة في هذا الضريح هي أكبر توري على الإطلاق في اليابان.

## الحديقة
تأخذ حديقة الضريح يابانية الطراز مساحة (33,060 متر مربع) تقريباً (حوالي نصف مساحة الأرض)، صمم وأنشأ الحديقة مهندس الحدائق اليابانية المشهور اوغاوا جيهيه السابع [الإنجليزية]
 المعروف باسم (أويجي) وإستغرق 20 عام لإكمالها، المياه المستخدمة في برك الحديقة تأتي من قناة بحيرة بيوا.
كما وتعيش حيوانات يابانية نادرة مثل سمك التنغة المخططة [الإنجليزية]
 وسلاحف البرك اليابانية [الإنجليزية]
 وسلاحف البرك الصفراء [الإنجليزية]
 في هذه الحديقة ويمكن للزوار إطعامهم من الطعام الذي يباع على الأكشاك حول البرك.

## المهرجانات

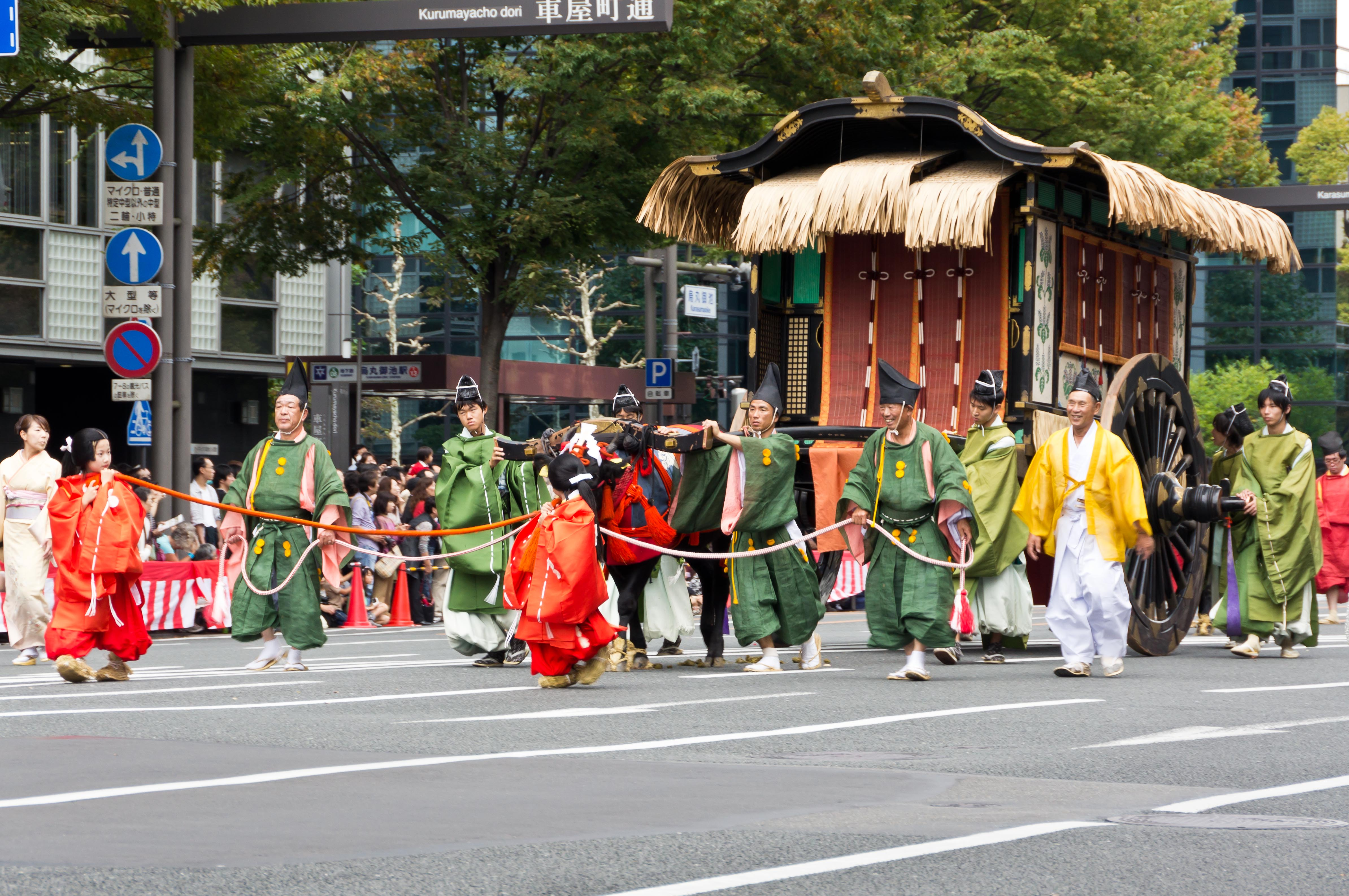
مهرجان العصر 2011

تقام مهرجانات سنوية للإحتفال بذكرى الإمبراطور كوميه في أواخر يناير، والإمبراطور كانمو في بداية شهر أبريل.
في يوم 22 أكتوبر من كل عام يستضيف الضريح مهرجان العصور [الإنجليزية]
 أهم مهرجان يقاف في كيوتو، ويتحرك موكب المهرجان الذي يجسد كل قسم منه ثقافة عصر من عصور اليابان مع حمل الأضرحة المتنقلة «ميكوشي» من القصر الإمبراطوري القديم وصولاً إلى ضريح هييان.
كما ويستخدم الضريح في حفلات الزفاف اليابانية التقليدية وكذلك الحفلات الموسيقية، مع أنه من النادر إقامة حفل موسيقي حديث في موقع تاريخي مثل الأضرحة، لكن يعتبر دمج الثقافة الحديثة بالقديمة توجهاً جديداً في كيوتو.

## محيط الضريح
بجوار الضريح توجد حديقة أوكازاكي حيث يمكن للزوار التعلم حول الثقافة المحلية، وفي محيطه توجد مكتبة محافظة كيوتو [الإنجليزية]
، ومتحف بلدية كيوتو للفن [الإنجليزية]
، ومتحف كيوتو الوطني للفن الحديث [الإنجليزية]
، ومسرح كيوتو [الإنجليزية]
، وأخيراً حديقة حيوانات كيوتو [الإنجليزية]
.

## معرض الصور

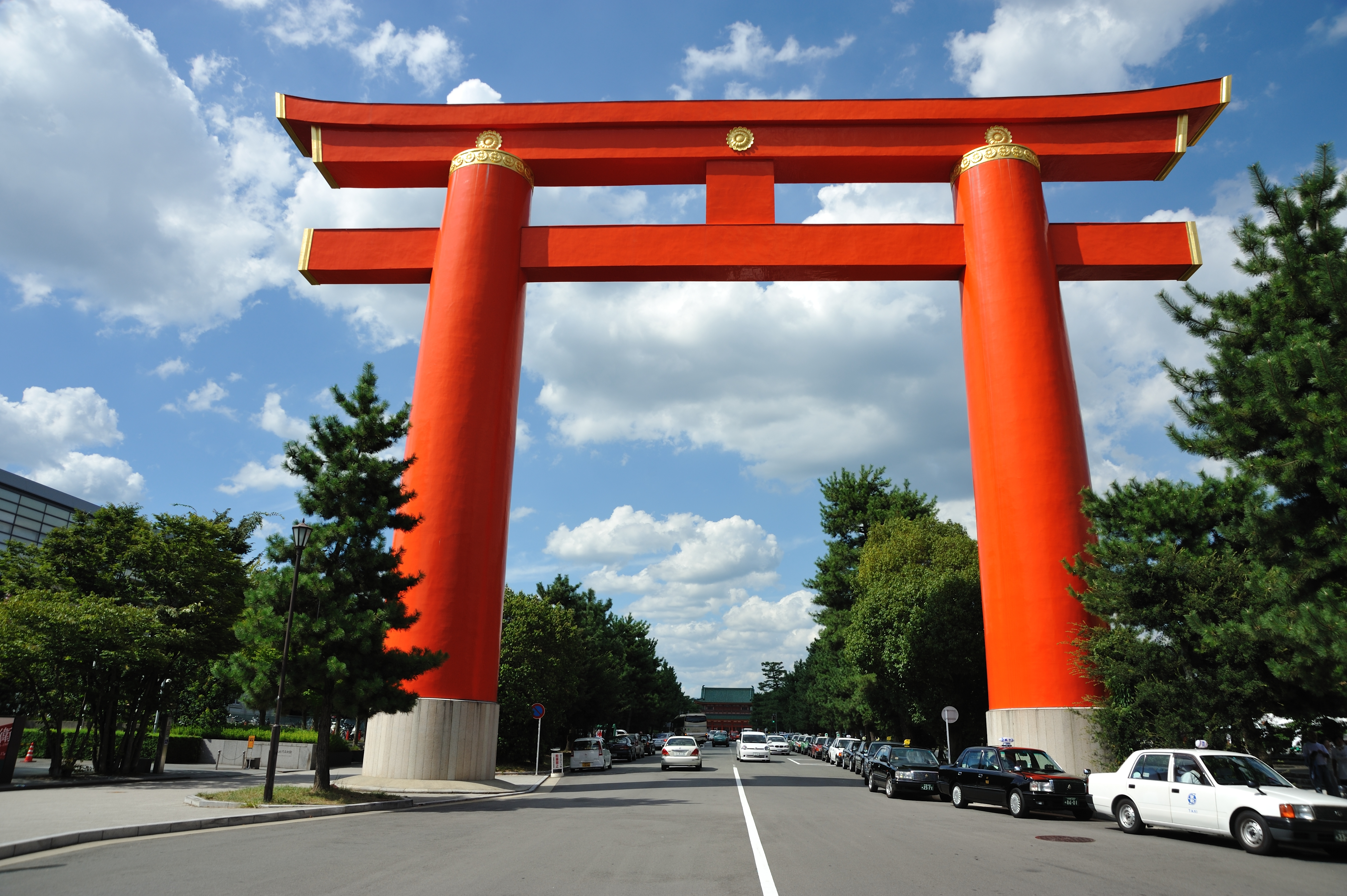
بوابة التوري الخاصة بضريح هييان.
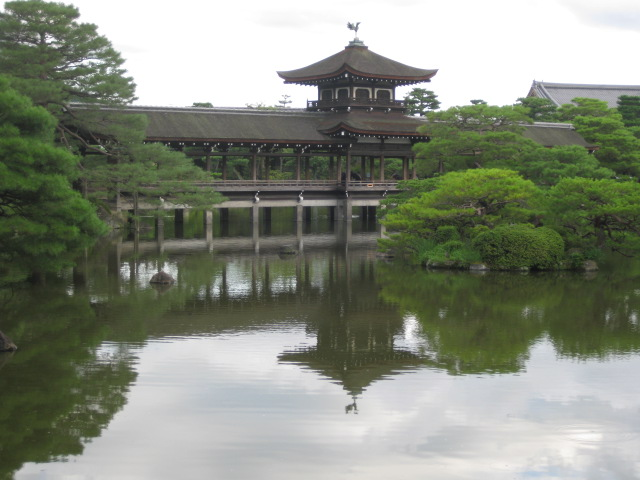
بحيرة ضمن حديقة ضريح هييان.
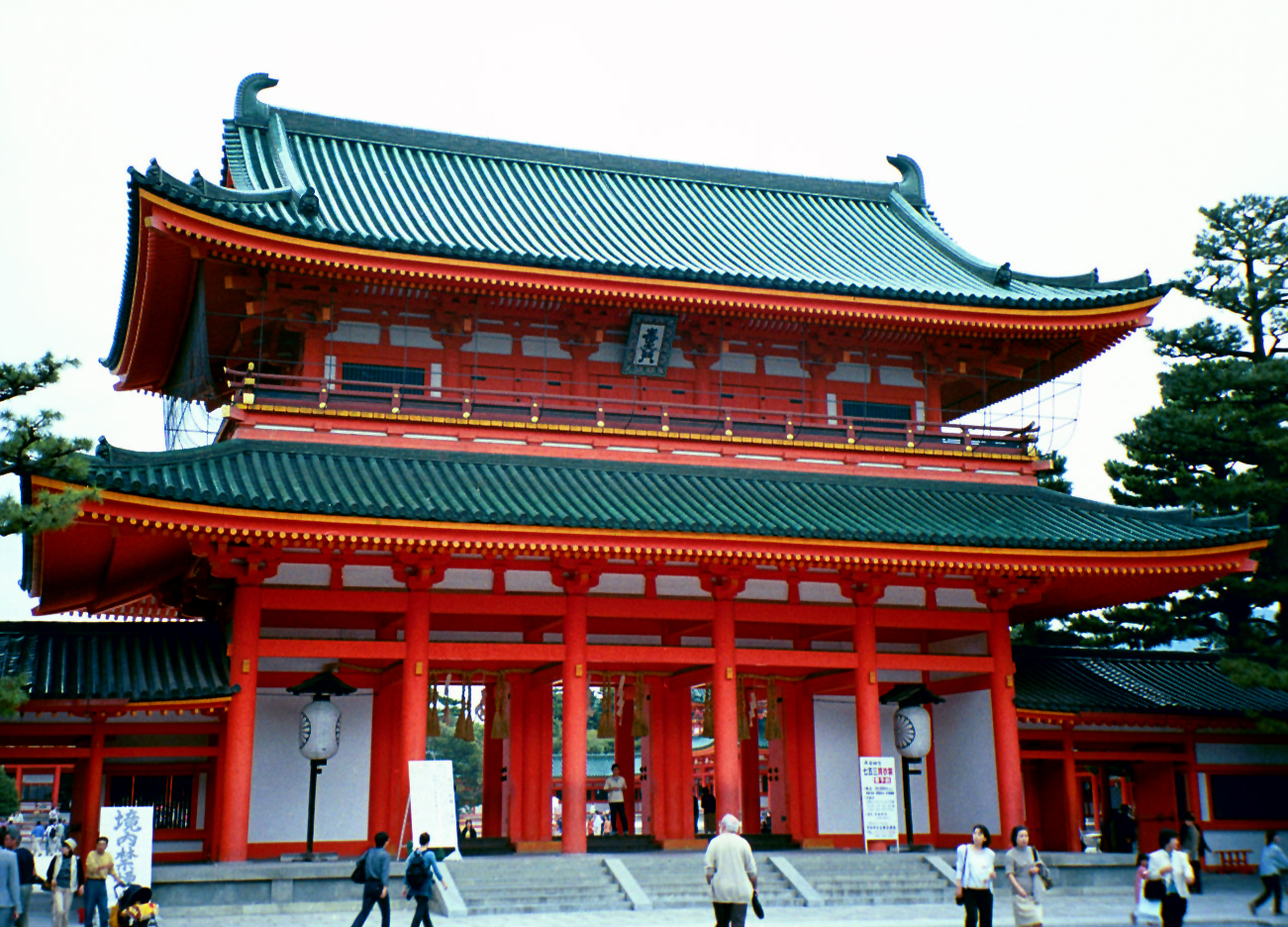
البوابة الرئيسية للضريح "أوتينمون".
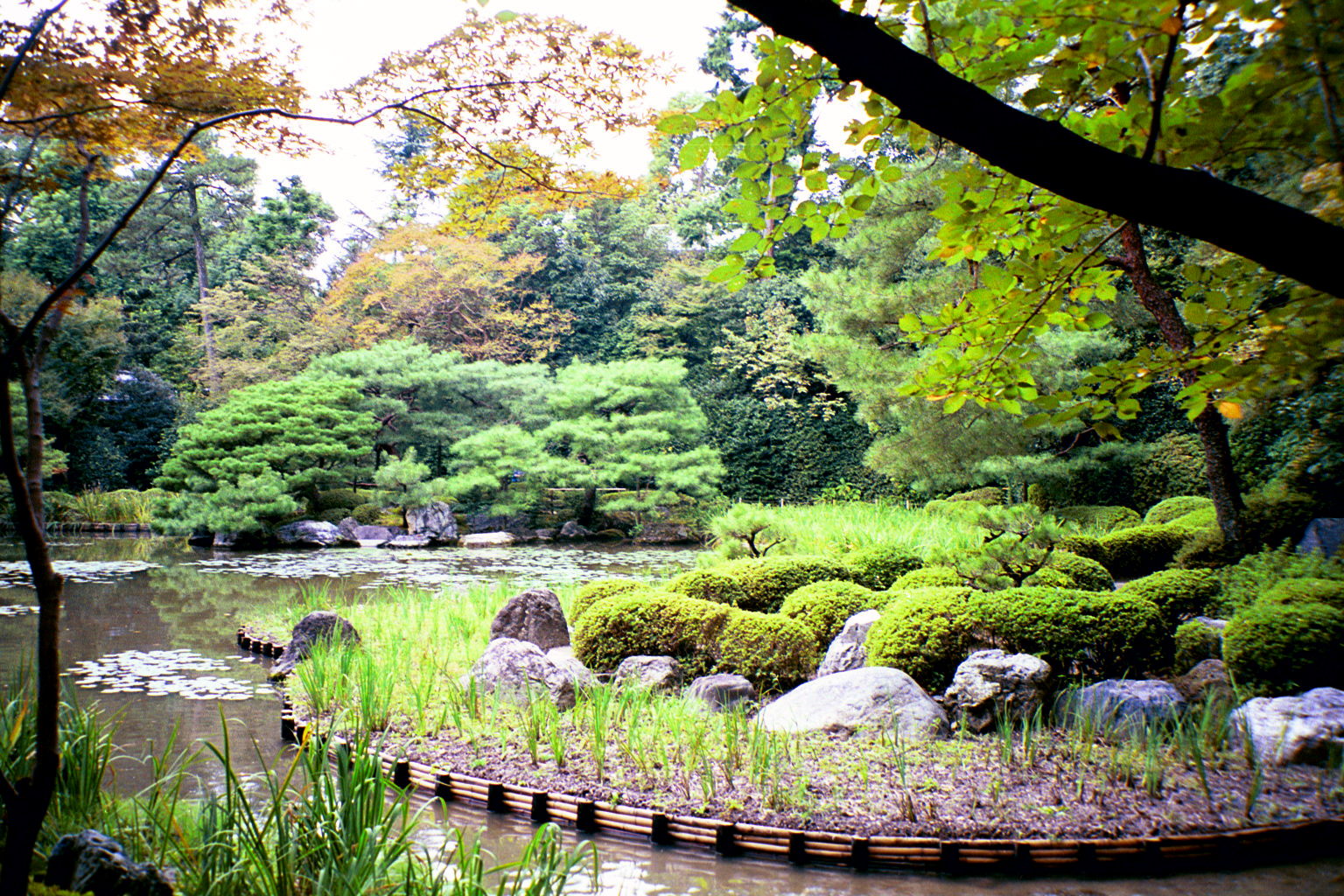
جزء من حديقة ضريح هييان.
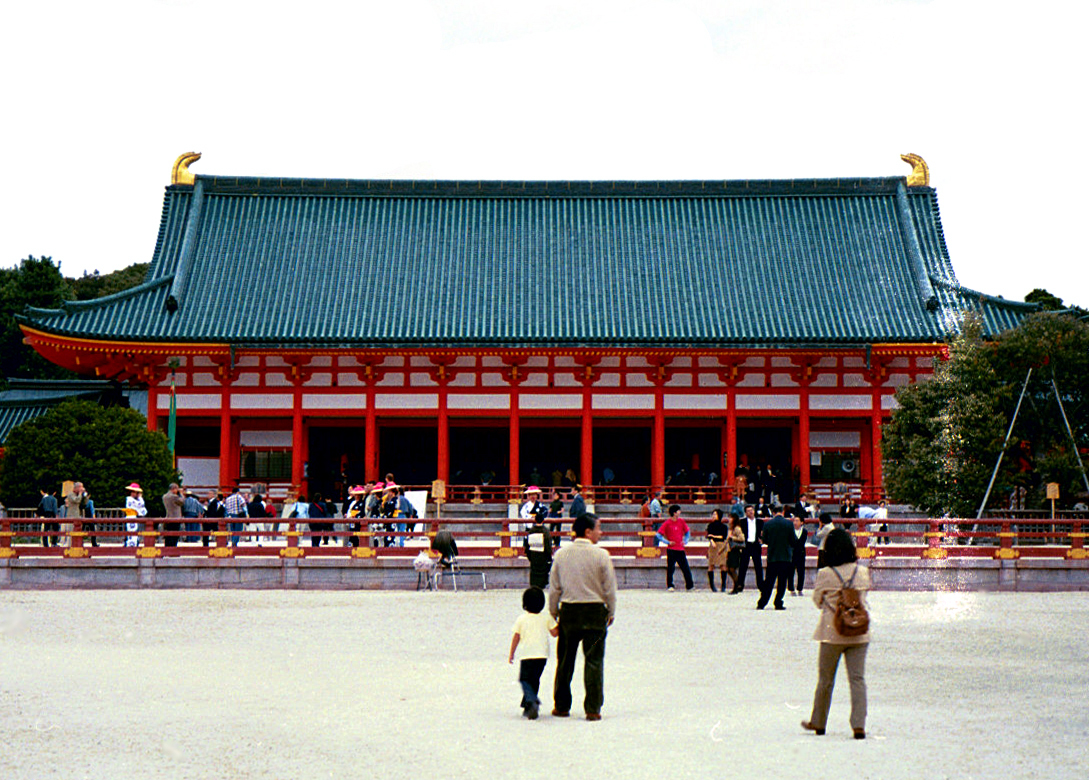
البهو الأساسي "دايغوكودين" في ضريح هييان.
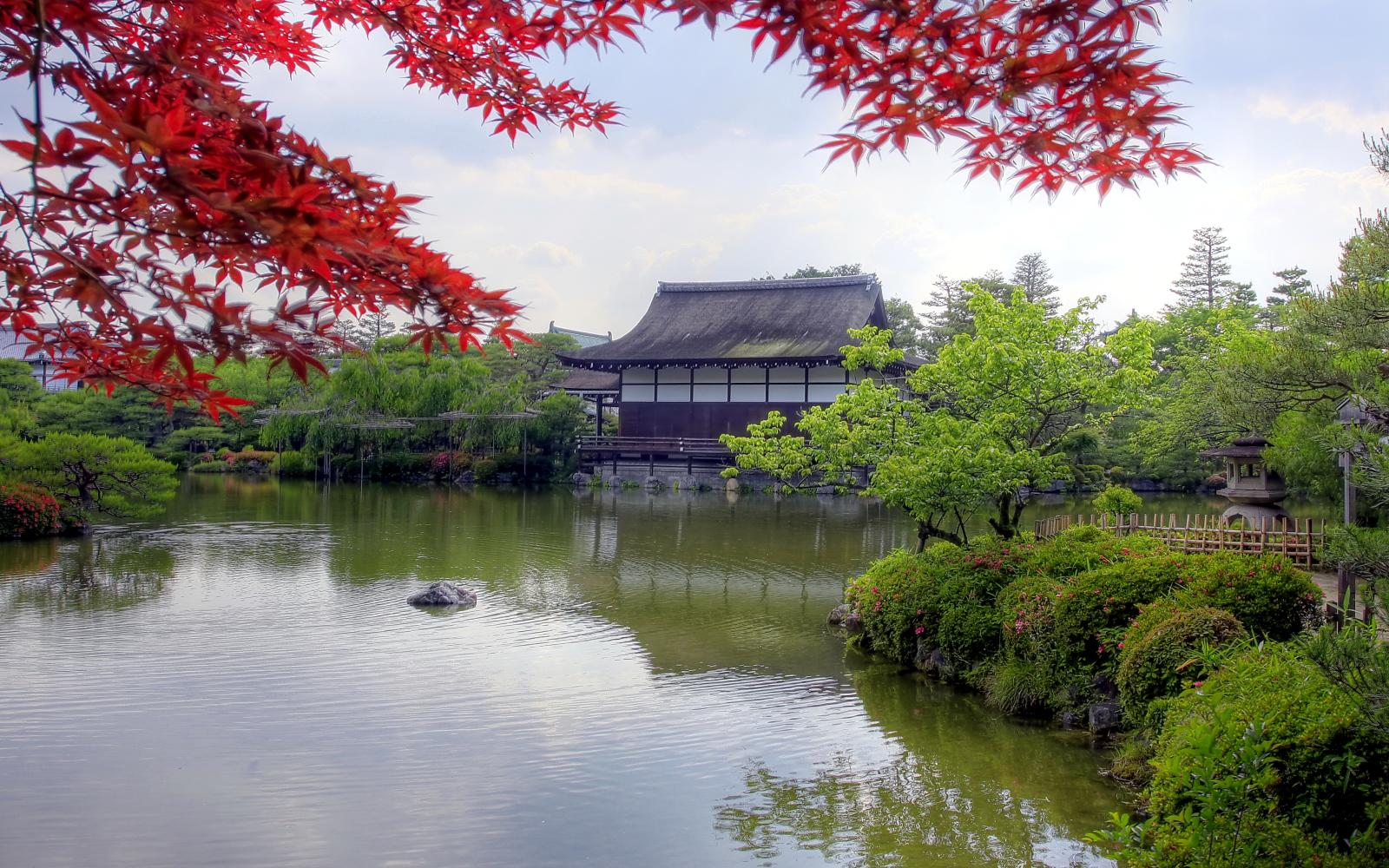
جانب من ضريح هييان.